# Chřástal Dieffenbachův
Chřástal Dieffenbachův (Hypotaenidia dieffenbachii), moriorsky meriki či mehoriki, je vyhynulý druh nelétavého ptáka z čeledi chřástalovitých, který byl endemický pro Chathamské ostrovy. Vymřel někdy v polovině 19. století následkem lovu a predace invazivními savci. 

## Systematika
Druh poprvé popsal anglický zoolog George Robert Gray v roce 1843 jako Rallus Dieffenbachii. Druhové jméno odkazuje k německému přírodovědci Ernstu Dieffenbachu, který pořídil jediný známý exemplář druhu. Stalo se tak mezi květnem a červnem roku 1840, kdy Dieffenbach navštívil Chathamské ostrovy během plavby na lodi Cuba. Vedle tohoto živého exempláře jsou známy i kosterní pozůstatky z ostrovů Chatham, Mangere a z Pittova ostrova.

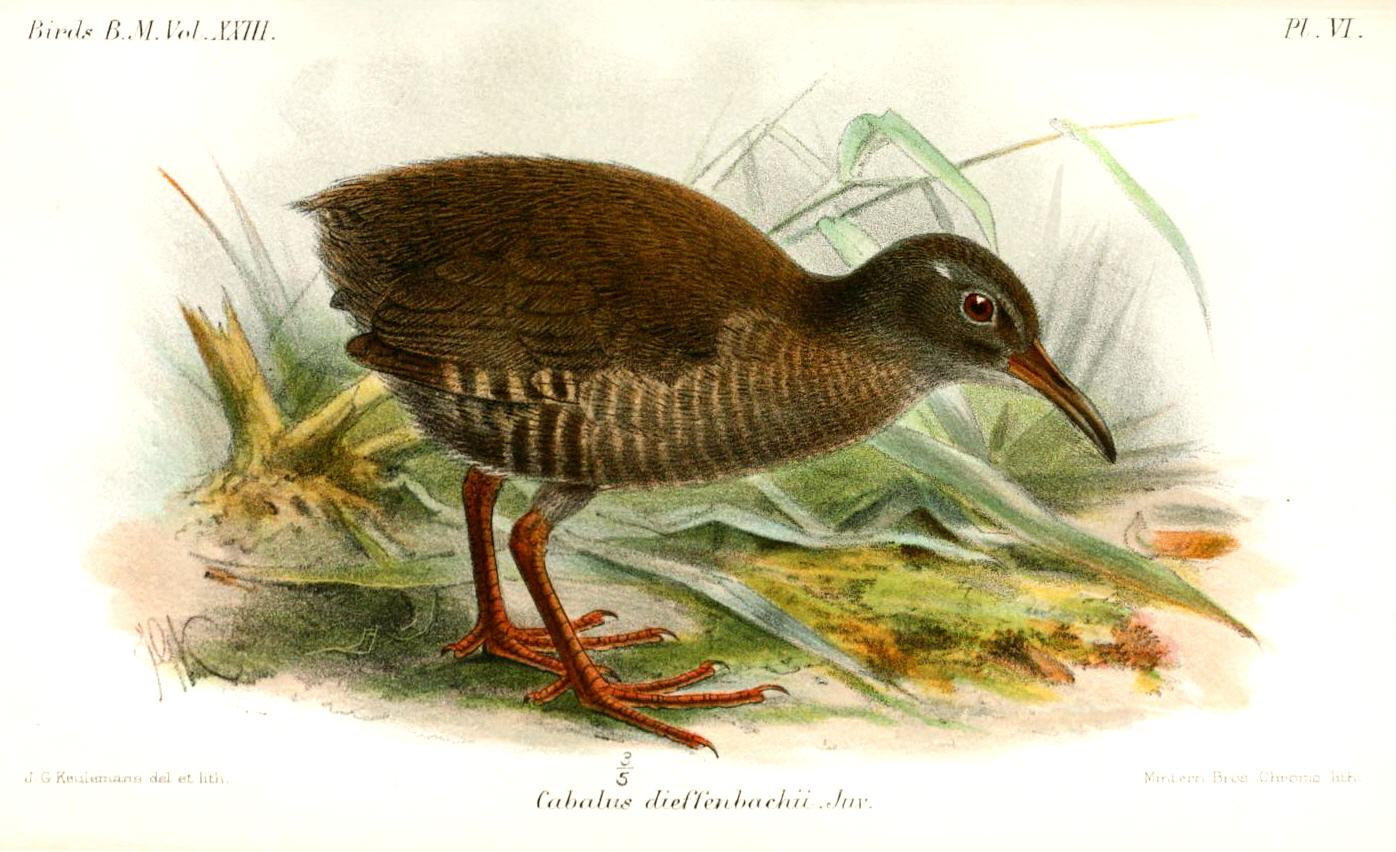
Juvenil (John Gerrard Keulemans, 1894)

Chřástal Dieffenbachův byl sympatrický s chřástalem chathamským (Cabalus modestus). Podle starší studie z roku 1996 se tyto dva druhy vyvinuly ze společného předka, kterým byl chřástal páskovaný (Hypotaenidia philippensis). Studie z roku 2016 však takovéto uspořádání nepotvrdila a dávala chřástala Dieffenbachova do sesterského vztahu se skupinou chřástalů zahrnující chřástala weku (Gallirallus australis) z Nového Zélandu, chřástala wakeského (Hypotaenidia wakensis) z atolu Wake, chřástala guamského (Hypotaenidia owstoni) z Marian a chřástala rovianského (Hypotaenidia rovianae) z Šalomounových ostrovů.

## Popis a ekologie

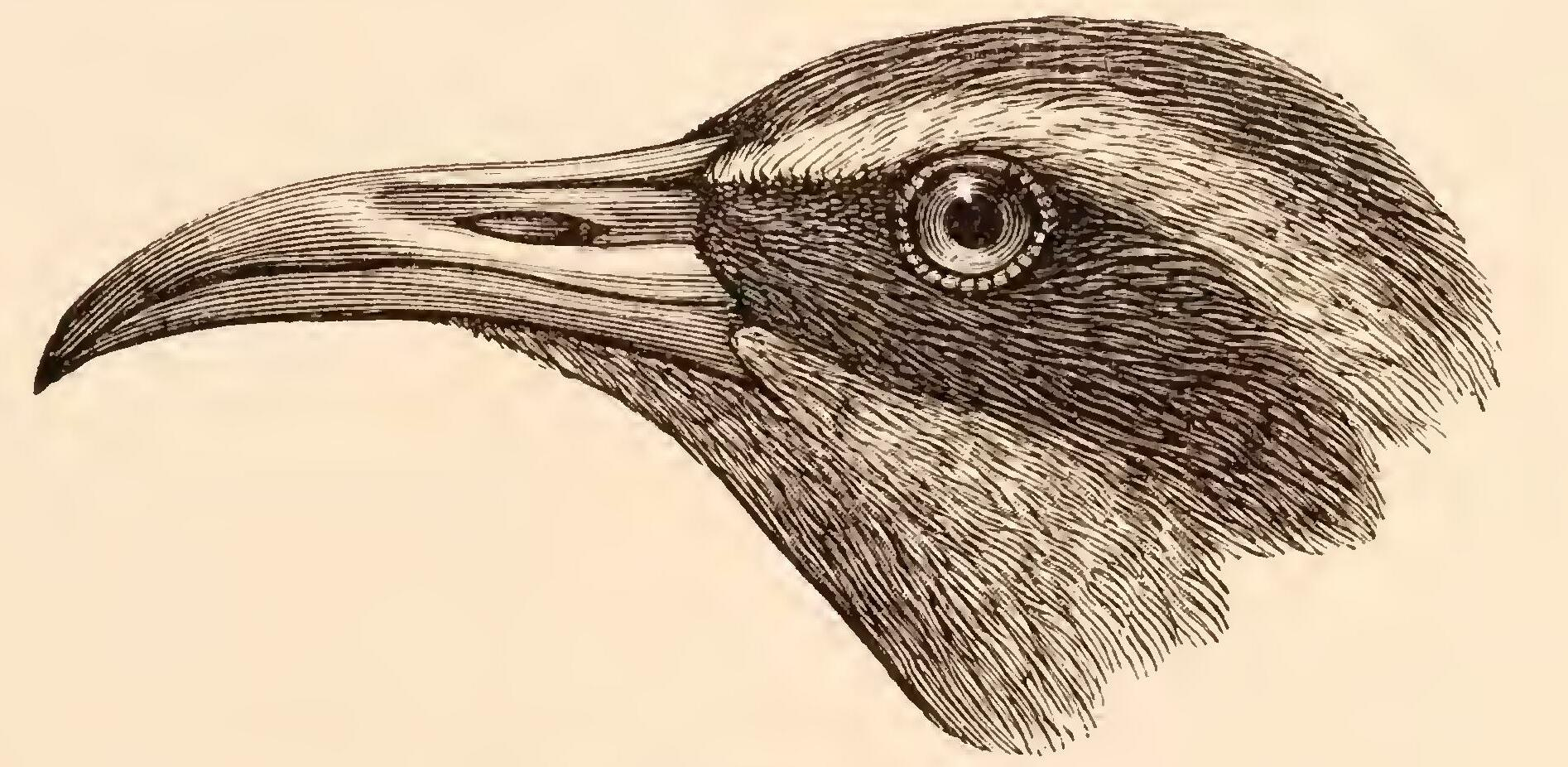
Detail hlavy (Walter Buller, 1888)

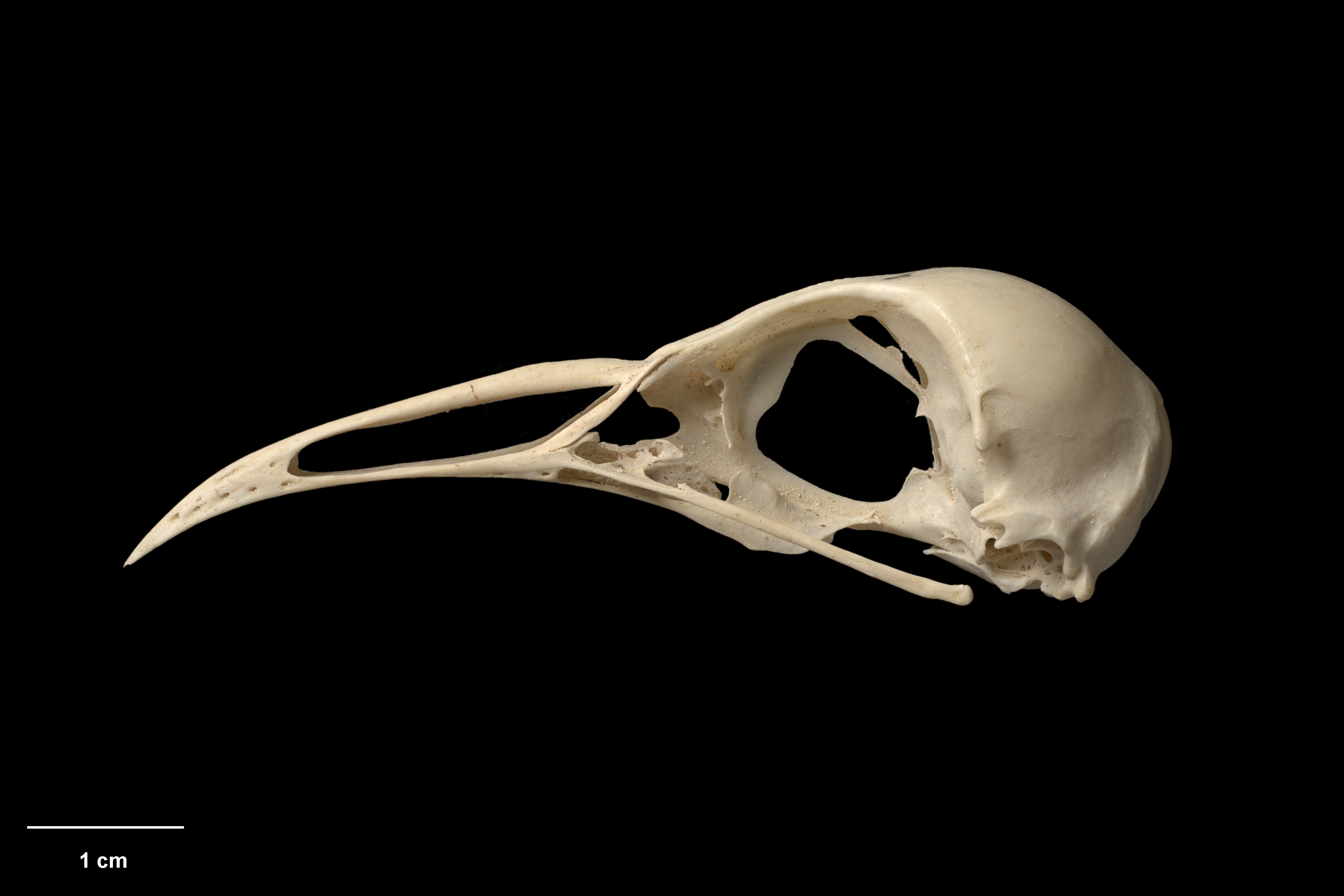
Lebka chřástala Dieffenbachova

Tento středně velký chřástal dosahoval délky těla kolem 36 cm. Tělo bylo baculaté a křídla jen malá, což neumožňovalo let. Zobák byl mírně zakřivený směrem dolů. Duhovky byly červenohnědé, nohy světle hnědé. Temeno, šíje a tváře byly tmavě rezavohnědé. Nad očima se nacházel šedý pruh. Hrdlo bylo taktéž šedé. Hřbet a hruď byly žlutohnědé s černými proužky, krk a břicho byly bílé s černými proužky.
Podle dobových zpráv měl chřástal Dieffenbachův velmi hlasový projev. Jednalo se o všežravce pojídajícího malé bezobratlé živočichy žijící v půdě, ovoce, semena i vejce, mláďata a dokonce i dospělé ptáky hnízdící na zemi. Vyskytoval se přinejmenším na ostrovech Chatham, Mangere a na Pittově ostrově.

## Vyhynutí
Z roku 1838 pochází zmínka o tom, že chřástal Dieffenbachův je na Chathamských ostrovech již vzácným druhem. Sám Ernst Dieffenbach musel v roce 1840 vynaložit velké úsilí, aby odchytil jediný exemplář. Předpokládá se, že Dieffenbach chytil jednoho z posledních zástupců druhu. Chřástal Dieffenbachův dokázal na Chathamských ostrovech přežít kolem 400 let v přítomnosti polynéských osadníků, kteří chřástala lovili, i invazivních krys ostrovních, které patrně pravděpodobně predovaly na chřástalových vejcích. K vyhynutí navíc přispěla introdukce prasat, potkanů, koček a psů na Chathamské ostrovy v první polovině 19. století.